# أوبثكية توأمية
أوبثكية توأمية (الاسم العلمي: Eupithecia geminata) هي نوع من الحشرات تتبع جنس الأوبثكية من الفصيلة الأرفية.